# 全国大学獣医学関係代表者協議会
全国大学獣医学関係代表者協議会（ぜんこくだいがくじゅういがくかんけいだいひょうしゃきょうぎかい）は、獣医科大学によって結成されている団体。

## 沿革
- 1931年 - 設立

## 役員
- 会長 吉川泰弘 (北里大学　教授)

## 活動内容
獣医師の質の高い教育を行うことなどを目的として行っている。

## 加盟校
- 獣医科大学を参照。